# Bomolocha anulalis
Bomolocha anulalis är en fjärilsart som beskrevs av Augustus Radcliffe Grote 1876. Bomolocha anulalis ingår i släktet Bomolocha och familjen nattflyn. Inga underarter finns listade i Catalogue of Life.